# جورجو پرسبورگر
جورجو پرسبورگر (ایتالیایی: Giorgio Pressburger)؛ زادهٔ ۲۱ آوریل ۱۹۳۷ - درگذشته ۵ اکتبر ۲۰۱۷) یک نویسنده داستان کوتاه و رمان اهل ایتالیا بود. وی برنده جایزه ویارجو (۱۹۹۸) شده‌است.